# 18460 Pecková
(18460) Pecková, denumire internațională (18460) Peckova, este un asteroid din centura principală de asteroizi.

## Descriere
18460 Pecková este un asteroid din centura principală de asteroizi. A fost descoperit pe 5 august 1995 la Observatorul din Ondřejov de Lenka Šarounová. Asteroidul prezintă o orbită caracterizată de o semiaxă mare de 2,55 ua, o excentricitate de 0,14 și o înclinație de 14,6° în raport cu ecliptica.